# Nyköpings AIK
Nyköpings AIK var en idrottsförening från Nyköping i Södermanland som grundades 1914 genom en sammanslagning av Nyköpings Atlet- och Idrottsklubb med IF Daphne. Från starten hande man fr.a. fotboll och bandy på programmet. Säsongen 1942/43 kvalificerade sig fotbollslaget för första gången till Division II. Föreningen samarbetade åren 1929–1937 med Nyköpings SK om ett gemensamt fotbollslag med namnet Nyköpings BK. Under 1950-talet tog man upp ishockey på programmet och till säsongen 1957/58 hade man kvalificerat sig för Division II. Med undantag för säsongen 1960/61 blev man kvar i andradivisionen till 1966 då föreningen gick samman med Nyköpings SK och bildade Nyköpings BIS.